# ماني بانثر
ماني بانثر (بالإنجليزية: Manny Panther)‏ هو لاعب كرة قدم بريطاني في مركز الوسط، ولد في 11 مايو 1984 في غلاسكو في المملكة المتحدة. لعب مع روشدين ودايموندز وسانت جونستون وغريمسبي تاون وكيدرمينستر هاريرز ونادي ألدرشوت تاون ونادي إكزتر سيتي ونادي بارتيك ثيسل ونادي بريتشين سيتي ونادي موركامب ونادي يورك سيتي.

## وصلات خارجية
- ماني بانثر على موقع قاعدة بيانات كرة القدم.إي يو (الإنجليزية)
- ماني بانثر على موقع Soccerbase.com (لاعب) (الإنجليزية)
- ماني بانثر على موقع Soccerway.com (الإنجليزية)